# Gellius Maximus
Gellius Maximus római ellencsászár volt, aki 219-ben Elagabalus császár ellen fordult. Lázadása gyorsan elbukott, és őt magát is kivégezték.

## Élete
Gellius Maximus  Lucius Gellius Maximus fia volt, aki Caracalla császár orvosaként dolgozott. Szolgálatáért Lucius Gellius Maximus megkapta a tartományi procuratori rangot, így ő volt a tartományának pénzügyi igazgatója.
Gellius Maximus felkelésének évében számos más trónbitorló is felbukkant, akik legitimitásukat különféle módokon indokolták. Közéjük tartozott Seius Carus, az arisztokratikus öröklődés alapján, Elagabalus (aki később császár lesz), Alexianus és Castinus, a császári családhoz való kapcsolatuk (vagy állítólagos) alapján, és Verus a katonai ereje alapján. Gellius Maximus szintén katonai erejét használta fel legitimitásának igazolására. 
Lázadása előtt Gellius Maximus a Legio IV Scythica parancsnoka volt. A légió Gellius vezetése alatt elfogta Diadumenianust, az előző császár, Macrinus fiát. 
219-ben fellázadtak Szíriában. Lázadása gyorsan elbukott a közeli Samosata városban székhellyel rendelkező XVI. Legio Flavia Firma képviselőjének határozott fellépése miatt, akinek a nevét csak részben őrizték meg a források neve végének „atus”-ként történő feljegyzéseként. Gellius Maximust azután Elagbalus kivégeztette.